# Termoelektrana na treset
Termoelektrana na treset je energetsko postrojenje koje energiju dobiva sagorijevanjem goriva, u ovome slučaju treseta. Glavna primjena termoenergetskih postrojenja je proizvodnja pare koja će pokretati turbinu, a potom i generator električne energije te konačni proizvod će biti električna energija.
Princip rada termoelektrana je jako sličan, a glavna razlika je gorivo koje koriste pojedine termoelektrane stoga određena goriva zahtijevaju određene manje preinake samoga postrojenja.

## Termoelektrana
Osnovna namjena termoelektrana je transformacija primarnih oblika energije u koristan rad sa što većim stupnjem korisnosti samoga procesa. Kemijska energija goriva (treseta) se pretvara u toplinsku, a potom na parnoj turbini i generatoru električne energije, u mehaničku odnosno električnu energiju. Jedan dio energije se može koristiti i za grijanje kućanstava što ovisi o namjeni elektrane.

### Dijelovi termoenergetskog postrojenja
Generator pare, turbina, generator električne energije, kondenzator, Kondenzatorska pumpa, napojna pumpa, rashladni toranj te spremnik napojne vode te pregrijači pare, međupregrijači, ekonomajzeri (zagrijač vode) i sl. (kao sastavni dio generatora pare).
Na sljedećoj shemi možemo i vidjeti pojedine dijelove, shematski prikazane, termoelektrane na ugljen (proces je identičan s tresetom kao sirovinom u procesu)
| 1. Rashladni toranj;                           | 10. Regulator parne turbine;             | 19. Pregrijač pare;                    |
| 2. Crpka rashladne vode;                       | 11. Visokotlačna parna turbina;          | 20. Tlačni ventilator zraka;           |
| 3. Elektroenergetski sustav (trofazna struja); | 12. Otplinjač;                           | 21. Međupregrijač pare;                |
| 4. Transformator (trofazna struja);            | 13. Regenerativni zagrijač napojne vode; | 22. Usis zraka za izgaranje;           |
| 5. Električni generator (trofazna struja);     | 14. Dovod ugljena (pokretna traka);      | 23. Zagrijač vode (ekonomajzer);       |
| 6. Niskotlačna parna turbina;                  | 15. Bunker za ugljen;                    | 24. Predgrijač zraka;                  |
| 7. Kondenzatna crpka;                          | 16. Mlin za ugljen;                      | 25. Odvajač čestica (ispirač plinova); |
| 8. Parni kondenzator;                          | 17. Parni bubanj generatora pare;        | 26. Isisni ventilator dimnih plinova;  |
| 9. Srednjetlačna parna turbina;                | 18. Odšljakivač;                         | 27. Dimnjak za dimni plin.             |

## Treset
Treset je najmlađe fosilno gorivo, tamnosmeđe do crne boje. Sastavom je karakterističan organski talog koji nastaje razgradnjom tj. raspadom mahovina, trave i stabala u vlažnim i močvarnim područjima. Oblici treseta su močvarno blato, baruština i šume močvarnog tla.
U novije vrijeme se teži sve većoj energetskoj efikasnosti i obnovljivim izvorima energije, stoga se treset izdvaja od ostalih goriva jer ga možemo nazvati poluobnovljivim izvorom energije (zbog sporog rasta oko. 1 mm na godinu).

### Svojstva treseta
Treset je mekan i lako se komprimira tj. tlači. Pod pritiskom voda izlazi iz treseta i nakon sušenja dobivamo kvalitetan izvor goriva.  U mnogim zemljama na primjer Irska i Škotska, gdje su stabla rijetka, treset je tradicionalno korišten za kuhanje i grijanje u domaćinstvima. Treset možemo i dan danas vidjeti kako se suši u ruralnim područjima, prvenstveno u zemljama gdje su stabla rijetka na primjer u Irskoj i Škotskoj.
Pod određenim uvjetima, treset je najraniji stupanj stvaranja ugljena.
U novije vrijeme treset je sve većim udjelom zastupljen u industriji kao sirovina.

### Nalazišta treseta
Naslage treseta rasprostranjene su diljem svijeta. Značajna nalazišta se nalaze u dijelovima s umjerenom i hladnom klimom kao što su: Rusija, Finska, Irska, Švedska, Norveška, Njemačka, Nizozemska, Škotska i Sjeverna Amerika. U pojedinim zemljama je treset važno gorivo pa nije rijedak primjer industrijskog vađenja treseta.

## Popis najvećih termoelektrana na treset
| Poredak | Termoelektrana | Zemlja   | Kapacitet (MW) |
| ------- | -------------- | -------- | -------------- |
| 1.      | Shatura        | Rusija   | 1,500          |
| 2.      | Kirov          | Rusija   | 300            |
| 3.      | Keljonlahti    | Finska   | 209            |
| 4.      | Toppila        | Finska   | 190            |
| 5.      | Haapavesi      | Finska   | 154            |
| 6.      | West Offaly    | Irska    | 150            |
| 7.      | Edenderry      | Irska    | 120            |
| 8.      | Lough Ree      | Irska    | 100            |
| 9.      | Väo            | Estonija | 25             |